# 基爾諾索韋
49°12′56″N 39°59′2″E / 49.21556°N 39.98389°E
基爾諾索韋（烏克蘭語：Кирносове）是位於烏克蘭東部的村莊，由盧甘斯克州舊比利斯克區的米洛韋市鎮負責管轄。該村始建於1700年，面積0.66平方公里，海拔高度87米，2001年人口18，人口密度每平方公里27.3人。